# Campionato mondiale maschile di pallacanestro 1970
La VI edizione del Campionato Mondiale Maschile di Pallacanestro FIBA è stata disputata in Jugoslavia dal 10 al 24 maggio 1970.

## Classifica finale
| Campione del Mondo | Campione del Mondo | Campione del Mondo |
| --- | ------------------ | --- |
| Jugoslavia4 Tvrdić, 5 Simonović, 6 Jelovac, 7 Rajković, 8 Žorga, 9 Kapičić, 10 Daneu, 11 Ćosić, 12 Šolman, 13 Plećaš, 14 Čermak, 15 Skansi, All. Ranko Žeravica |                    | |
| Argento | Brasile            | Brasile4 Marquinhos, 5 Wlamir, 6 Bira, 7 Sérgio Macarrão, 8 Hélio Rubens, 9 Rosa Branca, 10 Joy, 11 Menon, 12 Pedrinho, 13 Edvar Simões, 14 Zé Olaio, 15 Mosquito, All. Kanela                        |
| Bronzo | Unione Sovietica   | Unione Sovietica4 Krikun, 5 Paulauskas, 6 Sak'andelidze, 7 Žarmuchamedov, 8 Sidjakin, 9 Zastuchov, 10 S. Belov, 11 Tomson, 12 Kovalenko, 13 Lipso, 14 A. Belov, 15 Andreev, All. Aleksandr Gomel'skij |
| 4. | Italia             | Italia4 De Rossi, 5 Flaborea, 6 Recalcati, 7 Bisson, 8 Masini, 9 Bariviera, 10 Zanatta, 11 Meneghin, 12 Giomo, 13 Errico, 14 Cosmelli, 15 Rusconi, All. Giancarlo Primo                               |
| 5. | Stati Uniti        | Stati Uniti4 Luchini, 5 Walton, 6 Brody, 7 Silliman, 8 Wolfe, 9 Washington, 10 Williams, 11 Wilmore, 12 Isaac, 13 McDonald, 14 Smith, 15 Hillman, All. Hal Fischer                                    |
| 6. | Cecoslovacchia     | Cecoslovacchia4 Novický, 5 Zídek, 6 Konopásek, 7 Kovář, 8 Pospíšil, 9 Voračka, 10 Mifka, 11 Zedníček, 12 Bobrovský, 13 Ammer, 14 Douša, 15 Růžička, All. Nikolaj Ordnung                              |
| 7. | Uruguay            | Uruguay4 de León, 5 Pisano, 6 Vannet, 7 Hernández, 8 Arrestia, 9 Borroni, 10 Rodríguez, 11 Barizo, 12 Gadea, 13 Lage, 14 Bomio, 15 García, All. Héctor Bassaizteguy                                   |
| 8. | Cuba               | Cuba4 Domecq, 5 R. Herrera, 6 Álvarez, 7 Chappé, 8 F. Varona, 9 Cañizares, 10 Pérez, 11 Calderón, 12 T. Herrera, 13 Ó. Varona, 14 Urgellés, 15 Standard, All. Stepas Butautas                         |
| 9. | Panama             | Panama4 Blades, 5 Peralta, 6 Osorio, 7 Peart, 8 Andrade, 9 Rivas, 10 Agard, 11 Cousins, 12 Walton, 13 Murrell, 14 Montalvo, 15 Straker, All. Carl Pirelli                                             |
| 10. | Canada             | Canada4 Murphy, 5 Braiden, 6 Robinson, 7 Sankey, 8 Dempster, 9 Barton, 10 Thorsen, 11 Howson, 12 Cox, 13 Molinski, 14 MacKay, 15 Cassidy, All. Peter Mullins                                          |
| 11. | Corea del Sud      | Corea del Sud4 Lee B., 5 Sin H., 6 Gwak, 7 Sin D., 8 Yu, 9 Yun, 10 Park, 11 Choe, 12 Kim I., 13 Kim Y., 14 Lee I., 15 Lee J., All. Kim Yeong-gi                                                       |
| 12. | Australia          | Australia4 Nagy, 5 Graham, 6 Kibble, 7 Riches, 8 Tomlinson, 9 Cole, 10 Simon, 11 Kerle, 12 Gardiner, 13 Leslie, 14 Gaze, 15 Duke, All. John Raschke                                                   |
| 13. | Rep. Araba Unita   | Rep. Araba Unita4 Kamal, 5 el-Badawi, 6 Mubarak, 7 Sharaf, 8 Mohammed, 9 el-Ghanam, 10 el-Saharty, 11 Selim, 12 Ahmed, 13 Abou el-Kheir, 14 Gomaa, 15 Ragab, All. Fouad el-Kheir                      |